# International Challenge Cup
International Challenge Cup (anteriormente Ennia Challenge Cup e Aegon Challenge Cup) é uma competição internacional de patinação artística no gelo de níveis sênior, júnior e  noviço, sediada na cidade de Haia, Países Baixos.

## Edições
| Ano       | Edição               | Cidade sede          | Sênior               | Sênior               | Sênior               | Sênior               | Júnior               | Júnior               | Júnior               | Júnior               | Noviço               | Noviço               | Noviço               | Ref                  |
| Ano       | Edição               | Cidade sede          | M                    | F                    | P                    | D                    | M                    | F                    | P                    | D                    | M                    | F                    | P                    | Ref                  |
| --------- | -------------------- | -------------------- | -------------------- | -------------------- | -------------------- | -------------------- | -------------------- | -------------------- | -------------------- | -------------------- | -------------------- | -------------------- | -------------------- | -------------------- |
| 1977–78   | 1.ª                  | Haia                 | •                    | •                    | –                    | •                    | –                    | –                    | –                    | –                    | –                    | –                    | –                    | [ 1 ]                |
| 1978–79   | 2.ª                  | Haia                 | •                    | •                    | •                    | •                    | –                    | –                    | –                    | –                    | –                    | –                    | –                    | [ 1 ]                |
| 1979–80   | 3.ª                  | Haia                 | •                    | •                    | •                    | •                    | –                    | –                    | –                    | –                    | –                    | –                    | –                    | [ 1 ]                |
| 1980–81   | 4.ª                  | Haia                 | •                    | •                    | •                    | •                    | –                    | –                    | –                    | –                    | –                    | –                    | –                    | [ 1 ]                |
| 1981–82   | 5.ª                  | Haia                 | •                    | •                    | •                    | •                    | –                    | –                    | –                    | –                    | –                    | –                    | –                    | [ 1 ]                |
| 1982–83   | 6.ª                  | Haia                 | •                    | •                    | •                    | •                    | –                    | –                    | –                    | –                    | –                    | –                    | –                    | [ 1 ]                |
| 1983–84   | 7.ª                  | Haia                 | •                    | •                    | •                    | •                    | –                    | –                    | –                    | –                    | –                    | –                    | –                    | [ 1 ]                |
| 1984–85   | 8.ª                  | Haia                 | •                    | •                    | •                    | •                    | –                    | –                    | –                    | –                    | –                    | –                    | –                    | [ 1 ]                |
| 1985–2006 | Não houve competição | Não houve competição | Não houve competição | Não houve competição | Não houve competição | Não houve competição | Não houve competição | Não houve competição | Não houve competição | Não houve competição | Não houve competição | Não houve competição | Não houve competição | Não houve competição |
| 2007      | 9.ª                  | Haia                 | –                    | •                    | –                    | –                    | –                    | •                    | –                    | –                    | –                    | •                    | –                    | [ 2 ]                |
| 2008      | 10.ª                 | Haia                 | •                    | •                    | –                    | –                    | •                    | •                    | –                    | •                    | •                    | •                    | –                    | [ 3 ]                |
| 2009      | 11.ª                 | Haia                 | •                    | •                    | –                    | –                    | •                    | •                    | –                    | –                    | •                    | •                    | •                    | [ 4 ]                |
| 2010–2011 | Não houve competição | Não houve competição | Não houve competição | Não houve competição | Não houve competição | Não houve competição | Não houve competição | Não houve competição | Não houve competição | Não houve competição | Não houve competição | Não houve competição | Não houve competição | Não houve competição |
| 2012      | 12.ª                 | Haia                 | •                    | •                    | –                    | –                    | •                    | •                    | •                    | –                    | •                    | •                    | –                    | [ 5 ]                |
| 2013      | 13.ª                 | Haia                 | •                    | •                    | •                    | –                    | –                    | –                    | –                    | –                    | •                    | •                    | –                    | [ 6 ]                |
| 2014      | 14.ª                 | Haia                 | •                    | •                    | •                    | –                    | •                    | •                    | •                    | –                    | •                    | •                    | –                    | [ 7 ]                |
| 2015      | 15.ª                 | Haia                 | •                    | •                    | •                    | –                    | •                    | •                    | •                    | –                    | •                    | •                    | –                    | [ 8 ]                |
| 2016      | Não houve competição | Não houve competição | Não houve competição | Não houve competição | Não houve competição | Não houve competição | Não houve competição | Não houve competição | Não houve competição | Não houve competição | Não houve competição | Não houve competição | Não houve competição | Não houve competição |
| 2017      | 16.ª                 | Haia                 | •                    | •                    | •                    | –                    | •                    | •                    | –                    | –                    | •                    | •                    | –                    | [ 9 ]                |

## Lista de medalhistas

### Sênior

#### Individual masculino
| Evento               | Ouro                                                                  | Prata                                                                 | Bronze                                                                |
| Haia 1977–78         | David Santee · Estados Unidos                                         | Fumio Igarashi · Japão                                                | Daniel Béland · Canadá                                                |
| Haia 1978–79         | Scott Cramer · Estados Unidos                                         | Jean-Christophe Simond · França                                       | Dennis Coi · Canadá                                                   |
| Haia 1979–80         | Robin Cousins · Reino Unido                                           | Gordon Forbes · Canadá                                                | Robert Wagenhoffer · Estados Unidos                                   |
| Haia 1980–81         | Jean-Christophe Simond · França                                       | Mark Cockerell · Estados Unidos                                       | Daniel Béland · Canadá                                                |
| Haia 1981–82         | Rudi Cerne · Alemanha Ocidental                                       | James Santee · Estados Unidos                                         | Dennis Coi · Canadá                                                   |
| Haia 1982–83         | Brian Boitano · Estados Unidos                                        | Norbert Schramm · Alemanha Ocidental                                  | Jozef Sabovčík · Tchecoslováquia                                      |
| Haia 1983–84         | Brian Orser · Canadá                                                  | Takashi Mura · Japão                                                  | Rudi Cerne · Alemanha Ocidental                                       |
| Haia 1984–85         | Petr Barna · Tchecoslováquia                                          | Viktor Petrenko · União Soviética                                     | Christopher Bowman · Estados Unidos                                   |
| 1985–2007            | Não houve competição; 2007: Não houve disputa do individual masculino | Não houve competição; 2007: Não houve disputa do individual masculino | Não houve competição; 2007: Não houve disputa do individual masculino |
| Haia 2008 (detalhes) | Kristoffer Berntsson · Suécia                                         | Samuel Contesti · Itália                                              | Clemens Brummer · Alemanha                                            |
| Haia 2009 (detalhes) | Samuel Contesti · Itália                                              | Kevin van der Perren · Bélgica                                        | Jamal Othman · Suíça                                                  |
| 2010–2011            | Não houve competição                                                  | Não houve competição                                                  | Não houve competição                                                  |
| Haia 2012 (detalhes) | Brian Joubert · França                                                | Jeremy Abbott · Estados Unidos                                        | Samuel Contesti · Itália                                              |
| Haia 2013 (detalhes) | Brian Joubert · França                                                | Alexander Johnson · Estados Unidos                                    | Chafik Besseghier · França                                            |
| Haia 2014 (detalhes) | Takahito Mura · Japão                                                 | Douglas Razzano · Estados Unidos                                      | Chafik Besseghier · França                                            |
| Haia 2015 (detalhes) | Ivan Righini · Itália                                                 | Javier Raya · Espanha                                                 | Ryuju Hino · Japão                                                    |
| 2016                 | Não houve competição                                                  | Não houve competição                                                  | Não houve competição                                                  |
| Haia 2017 (detalhes) | Jorik Hendrickx · Bélgica                                             | Jordan Moeller · Estados Unidos                                       | Moris Kvitelashvili · Geórgia                                         |

#### Individual feminino
| Evento               | Ouro                                 | Prata                                 | Bronze                              |
| Haia 1977–78         | Emi Watanabe · Japão                 | Susan Broman · Finlândia              | Kristiina Wegelius · Finlândia      |
| Haia 1978–79         | Denise Biellmann · Suíça             | Renata Baierová · Tchecoslováquia     | Natalia Strelkova · União Soviética |
| Haia 1979–80         | Renata Baierová · Tchecoslováquia    | Elaine Zayak · Estados Unidos         | Heather Kemkaran · Canadá           |
| Haia 1980–81         | Jackie Farrell · Estados Unidos      | Katarina Witt · Alemanha Oriental     | Megumi Yanagihara · Japão           |
| Haia 1981–82         | Katarina Witt · Alemanha Oriental    | Elaine Zayak · Estados Unidos         | Diane Ogibowski · Canadá            |
| Haia 1982–83         | Vikki de Vries · Estados Unidos      | Claudia Leistner · Alemanha Ocidental | Anna Antonova · União Soviética     |
| Haia 1983–84         | Katarina Witt · Alemanha Oriental    | Midori Ito · Japão                    | Sachie Yuki · Japão                 |
| Haia 1984–85         | Constanze Gensel · Alemanha Oriental | Yukari Yoshimori · Japão              | Yvonne Gómez · Estados Unidos       |
| 1985–2006            | Não houve competição                 | Não houve competição                  | Não houve competição                |
| Haia 2007 (detalhes) | Karen Venhuizen · Países Baixos      | Kathrin Freudelsperger · Áustria      | Viviane Käser · Suíça               |
| Haia 2008 (detalhes) | Akiko Suzuki · Japão                 | Tuğba Karademir · Turquia             | Becky Bereswill · Estados Unidos    |
| Haia 2009 (detalhes) | Viktoria Helgesson · Suécia          | Joshi Helgesson · Suécia              | Constanze Paulinus · Alemanha       |
| 2010–2011            | Não houve competição                 | Não houve competição                  | Não houve competição                |
| Haia 2012 (detalhes) | Carolina Kostner · Itália            | Valentina Marchei · Itália            | Alissa Czisny · Estados Unidos      |
| Haia 2013 (detalhes) | Carolina Kostner · Itália            | Maé-Bérénice Méité · França           | Kerstin Frank · Áustria             |
| Haia 2014 (detalhes) | Isabelle Olsson · Suécia             | Haruka Imai · Japão                   | Anna Ovcharova · Suíça              |
| Haia 2015 (detalhes) | Kanako Murakami · Japão              | Joshi Helgesson · Suécia              | Niki Wories · Países Baixos         |
| 2016                 | Não houve competição                 | Não houve competição                  | Não houve competição                |
| Haia 2017 (detalhes) | Loena Hendrickx · Bélgica            | Caroline Zhang · Estados Unidos       | Larkyn Austman · Canadá             |

#### Duplas
| Evento               | Ouro                                                                                     | Prata                                                                                    | Bronze                                                                                   |
| Haia 1978–79         | Irina Vorobieva · Igor Lisovsky · União Soviética                                        | Sheryl Franks · Michael Botticelli · Estados Unidos                                      | Ingrid Spieglová · Alan Spiegl · Tchecoslováquia                                         |
| Haia 1979–80         | Irina Vorobieva · Igor Lisovsky · União Soviética                                        | Veronica Pershina · Marat Akbarov · União Soviética                                      | Christina Riegel · Andreas Nischwitz · Alemanha Ocidental                                |
| Haia 1980–81         | Christina Riegel · Andreas Nischwitz · Alemanha Ocidental                                | Kitty Carruthers · Peter Carruthers · Estados Unidos                                     | Susan Garland · Robert Daw · Reino Unido                                                 |
| Haia 1981–82         | Barbara Underhill · Paul Martini · Canadá                                                | Larisa Selezneva · Oleg Makarov · União Soviética                                        | Vicki Heasley · Peter Oppegard · Estados Unidos                                          |
| Haia 1982–83         | Larisa Selezneva · Oleg Makarov · União Soviética                                        | Birgit Lorenz · Knut Schubert · Alemanha Oriental                                        | Susan Garland · Ian Jenkins · Reino Unido                                                |
| Haia 1983–84         | Birgit Lorenz · Knut Schubert · Alemanha Oriental                                        | Cynthia Coull · Mark Rowsom · Canadá                                                     | Katherina Matousek · Lloyd Eisler · Canadá                                               |
| Haia 1984–85         | Larisa Selezneva · Oleg Makarov · União Soviética                                        | Melinda Kunhegyi · Lyndon Johnston · Canadá                                              | Natalie Seybold · Wayne Seybold · Estados Unidos                                         |
| 1985–2012            | 1985–2006, 2010–2011: Não houve competição; 2007–2009, 2012: Não houve disputa de duplas | 1985–2006, 2010–2011: Não houve competição; 2007–2009, 2012: Não houve disputa de duplas | 1985–2006, 2010–2011: Não houve competição; 2007–2009, 2012: Não houve disputa de duplas |
| Haia 2013 (detalhes) | Vanessa James · Morgan Ciprès · França                                                   | Tarah Kayne · Daniel O'Shea · Estados Unidos                                             | Mari Vartmann · Aaron Van Cleave · Alemanha                                              |
| Haia 2014 (detalhes) | Daria Popova · Bruno Massot · França                                                     | Annabelle Prölß · Ruben Blommaert · Alemanha                                             | Giulia Foresti · Luca Demattè · Itália                                                   |
| Haia 2015 (detalhes) | Gretchen Donlan · Nathan Bartholomay · Estados Unidos                                    | Caitlin Yankowskas · Hamish Gaman · Reino Unido                                          | Minerva-Fabienne Hase · Nolan Seegert · Alemanha                                         |
| 2016                 | Não houve competição                                                                     | Não houve competição                                                                     | Não houve competição                                                                     |
| Haia 2017 (detalhes) | Daria Beklemishcheva · Márk Magyar · Hungria                                             | Emilia Simonen · Matthew Penasse · Finlândia                                             | nenhum outro competidor                                                                  |

#### Dança no gelo
| Evento       | Ouro                                                    | Prata                                                      | Bronze                                                     |
| Haia 1977–78 | Elena Garanina · Igor Zavozin · União Soviética         | ? Skoro ? Badaj                                            | Stacey Smith · John Summers · Estados Unidos               |
| Haia 1978–79 | Liliana Řeháková · Stanislav Drastich · Tchecoslováquia | Natalia Karamysheva · Rostislav Sinitsyn · União Soviética | Susanne Handschmann · Peter Handschmann · Áustria          |
| Haia 1979–80 | Liliana Řeháková · Stanislav Drastich · Tchecoslováquia | Elena Garanina · Igor Zavozin · União Soviética            | Susanne Handschmann · Peter Handschmann · Áustria          |
| Haia 1980–81 | Natalia Bestemianova · Andrei Bukin · União Soviética   | Natalia Karamysheva · Rostislav Sinitsyn · União Soviética | Wendy Sessions · Stephen Williams · Reino Unido            |
| Haia 1981–82 | Carol Fox · Richard Dalley · Estados Unidos             | Jana Beránková · Jan Barták · Tchecoslováquia              | Tracy Wilson · Robert McCall · Canadá                      |
| Haia 1982–83 | Karen Barber · Nicky Slater · Reino Unido               | Marina Klimova · Sergei Ponomarenko · União Soviética      | Natalia Karamysheva · Rostislav Sinitsyn · União Soviética |
| Haia 1983–84 | Marina Klimova · Sergei Ponomarenko · União Soviética   | Elena Batanova · Alexei Soloviev · União Soviética         | Tracy Wilson · Robert McCall · Canadá                      |
| Haia 1984–85 | Marina Klimova · Sergei Ponomarenko · União Soviética   | Maia Usova · Alexander Zhulin · União Soviética            | Kathrin Beck · Christoff Beck · Áustria                    |

### Júnior

#### Individual masculino júnior
| Evento               | Ouro                                 | Prata                          | Bronze                            |
| Haia 2008 (detalhes) | Andrew Gonzales Jr. · Estados Unidos | Daniel O'Shea · Estados Unidos | Yukihiro Yoshida · Japão          |
| Haia 2009 (detalhes) | Daisuke Murakami · Japão             | Joshua Farris · Estados Unidos | Jorik Hendrickx · Bélgica         |
| 2010–2011            | Não houve competição                 | Não houve competição           | Não houve competição              |
| Haia 2012 (detalhes) | Peter James Hallam · Reino Unido     | Osman Akgun · Turquia          | Charlie Parry-Evans · Reino Unido |
| Haia 2014 (detalhes) | Sei Kawahara · Japão                 | Kazuki Tomono · Japão          | Panagiotis Polizoakis · Alemanha  |
| Haia 2015 (detalhes) | Tomoki Hiwatashi · Estados Unidos    | Juho Pirinen · Finlândia       | Héctor Alonso · Espanha           |
| 2016                 | Não houve competição                 | Não houve competição           | Não houve competição              |
| Haia 2017 (detalhes) | Nurullah Sahaka · Suíça              | Aleix Gabara Xanco · Espanha   | Thomas Junski · Alemanha          |

#### Individual feminino júnior
| Evento               | Ouro                           | Prata                           | Bronze                          |
| Haia 2007 (detalhes) | Rachael Flatt · Estados Unidos | Alexe Gilles · Estados Unidos   | Chrissy Hughes · Estados Unidos |
| Haia 2008 (detalhes) | Brittney Rizo · Estados Unidos | Shoko Ishikawa · Japão          | Amanda Dobbs · Estados Unidos   |
| Haia 2009 (detalhes) | Kanako Murakami · Japão        | Ellie Kawamura · Estados Unidos | Isabelle Olsson · Suécia        |
| 2010–2011            | Não houve competição           | Não houve competição            | Não houve competição            |
| Haia 2012 (detalhes) | Leah Keiser · Estados Unidos   | Gabrielle Daleman · Canadá      | Giada Russo · Itália            |
| Haia 2014 (detalhes) | Kaori Sakamoto · Japão         | Elena Taylor · Estados Unidos   | Emmi Peltonen · Finlândia       |
| Haia 2015 (detalhes) | Rebecca Peng · Estados Unidos  | Kyarha van Tiel · Países Baixos | Loena Hendrickx · Bélgica       |
| 2016                 | Não houve competição           | Não houve competição            | Não houve competição            |
| Haia 2017 (detalhes) | Emmy Ma · Estados Unidos       | Olivia Gran · Canadá            | Smilla Szalkai · Suécia         |

#### Duplas júnior
| Evento               | Ouro                                           | Prata                                      | Bronze                                                |
| Haia 2012 (detalhes) | Jessica Pfund · A.J. Reiss · Estados Unidos    | Anastasia Dolidze · Vadim Ivanov · Rússia  | Vanessa Bauer · Nolan Seegert · Alemanha              |
| Haia 2013            | Não houve disputa de duplas júnior             | Não houve disputa de duplas júnior         | Não houve disputa de duplas júnior                    |
| Haia 2014 (detalhes) | Jessica Lee · Robert Hennings · Estados Unidos | Aya Takai · Brian Johnson · Estados Unidos | Marin Ono · Hon Lam To · Hong Kong                    |
| Haia 2015 (detalhes) | Ami Koga · Francis Boudreau-Audet · Japão      | Renata Ohanesian · Mark Bardei · Ucrânia   | Gabriella Marvaldi · Cody Dolkiewicz · Estados Unidos |

#### Dança no gelo júnior
| Evento               | Ouro                                             | Prata                                           | Bronze                                    |
| Haia 2008 (detalhes) | Kaylin Patitucci · Karl Edelman · Estados Unidos | Justyna Plutowska · Dawid Pietrzyński · Polônia | Sonja Pauli · Tobias Eisenbauer · Áustria |

### Noviço avançado

#### Individual masculino noviço avançado
| Evento               | Ouro                          | Prata                           | Bronze                          |
| Haia 2008 (detalhes) | Keiji Tanaka · Japão          | David Wang · Estados Unidos     | Filippo Ambrosini · Itália      |
| Haia 2009 (detalhes) | Sei Kawahara · Japão          | Carlo Roethlisberger · Suíça    | Sergey Balashov · Suíça         |
| 2010–2011            | Não houve competição          | Não houve competição            | Não houve competição            |
| Haia 2012 (detalhes) | Roman Sadovsky · Canadá       | Taichi Honda · Japão            | Sondre Oddvoll Bøe · Noruega    |
| Haia 2013 (detalhes) | Illya Solomin · Suécia        | Reo Ishizuka · Japão            | Christopher Bland · Reino Unido |
| Haia 2014 (detalhes) | Aleix Gabara Xanco · Espanha  | Adrien Bannister · Itália       | Ernesto Martinez · Espanha      |
| Haia 2015 (detalhes) | Sena Miyake · Japão           | Tomas Llorenç Guarino · Espanha | Marvin Römpler · Alemanha       |
| 2016                 | Não houve competição          | Não houve competição            | Não houve competição            |
| Haia 2017 (detalhes) | Maxim Naumov · Estados Unidos | Beresford Clements · Canadá     | Aleksa Rakic · Canadá           |

#### Individual feminino noviço avançado
| Evento               | Ouro                             | Prata                           | Bronze                         |
| Haia 2007 (detalhes) | Angela Maxwell · Estados Unidos  | Miriam Ziegler · Áustria        | Alessandra Laurencik · Áustria |
| Haia 2008 (detalhes) | Marissa Secundy · Estados Unidos | Maé Bérénice Méité · França     | Roanna Sari Oshikawa · Japão   |
| Haia 2009 (detalhes) | Mao Watanabe · Japão             | Camilla Gjersem · Noruega       | Ayaka Osamura · Japão          |
| 2010–2011            | Não houve competição             | Não houve competição            | Não houve competição           |
| Haia 2012 (detalhes) | Yura Matsuda · Japão             | Nelma Hede · Finlândia          | Victoria Englund · Suécia      |
| Haia 2013 (detalhes) | Wakaba Higuchi · Japão           | Sallianna Öztürk · Suécia       | Emma Niemi · Finlândia         |
| Haia 2014 (detalhes) | Wakaba Higuchi · Japão           | Kyarha van Tiel · Países Baixos | Nikola Mažgane · Letônia       |
| Haia 2015 (detalhes) | Yuna Aoki · Japão                | Maggie Hills · Suécia           | Maële Oberlander · Alemanha    |
| 2016                 | Não houve competição             | Não houve competição            | Não houve competição           |
| Haia 2017 (detalhes) | Kaitlyn Nguyen · Estados Unidos  | Hannah Harrell · Estados Unidos | Sophie Sprung · França         |

#### Duplas noviço avançado
| Evento               | Ouro                                              | Prata                                       | Bronze                                          |
| Haia 2009 (detalhes) | Magdalena Klatka · Radosław Chruściński · Polônia | Karolin Salatzki · Nolan Seegert · Alemanha | Rachel Epstein · Dmitry Epstein · Países Baixos |